# I-divisioona 2023
La I-divisioona 2023 è la 41ª edizione del campionato di football americano di secondo livello, organizzato dalla SAJL.
Il 18 luglio gli Helsinki Wolverines II si sono ritirati per carenza di giocatori

## Squadre partecipanti
| Club                   | Città    | Stadio | Sponsor ufficiale | Risultato nella stagione 2022 |
| ---------------------- | -------- | ------ | ----------------- | ----------------------------- |
| Helsinki Wolverines II | Helsinki |        |                   |                               |
| Kotka Eagles           | Kotka    |        |                   |                               |
| Oulu Northern Lights   | Oulu     |        |                   |                               |
| Pirkkala Spartans      | Pirkkala |        |                   |                               |
| Tampere Saints         | Tampere  |        |                   |                               |
| Vantaan TAFT           | Vantaa   |        |                   |                               |

## Stagione regolare

### Calendario

#### 1ª giornata
| Oulu 27 maggio 2023, ore 12:00 | Oulu Northern Lights | 10 – 40 (8-20 0-0 0-20 2-0) referto | Pirkkala Spartans | Heinäpään tekonurmi (101 spett.)\| Arbitro: \| T. Julkunen \| |
| Arbitro:                       | T. Julkunen          |                                     |                   |                                                               |

#### 2ª giornata
| Pirkkala 3 giugno 2023, ore 16:00 | Pirkkala Spartans | 17 – 48 (10-7 7-20 0-8 0-13) referto | Kotka Eagles | Pirkkalan keskuskenttä (101 spett.)\| Arbitro: \| Janhuba \| |
| Arbitro:                          | Janhuba           |                                      |              |                                                              |

| Vantaa 4 giugno 2023, ore 12:00 | Vantaan TAFT | 27 – 16 (7-0 7-0 0-16 13-0) referto | Oulu Northern Lights | Myyrmäen jalkapallostadion |

| Helsinki 4 giugno 2023, ore 18:00 | Helsinki Wolverines II | 0 – 54 (0-26 0-21 0-7 0-0) referto | Tampere Saints | Velodromo di Helsinki (50 spett.)\| Arbitro: \| N. Olsson \| |
| Arbitro:                          | N. Olsson              |                                    |                |                                                              |

#### 3ª giornata
| Kotka 10 giugno 2023, ore 18:00 | Kotka Eagles | 55 – 22 (7-6 20-0 20-14 8-2) referto | Oulu Northern Lights | Karhulan keskuskenttä (80 spett.)\| Arbitro: \| Kalliokoski \| |
| Arbitro:                        | Kalliokoski  |                                      |                      |                                                                |

| Tampere 10 giugno 2023, ore 18:00 | Tampere Saints | 42 – 25 (7-0 14-18 14-7 7-0) referto | Vantaan TAFT | Pyynikin urheilukenttä (283 spett.)\| Arbitro: \| P. Roimela \| |
| Arbitro:                          | P. Roimela     |                                      |              |                                                                 |

| Helsinki 11 giugno 2023, ore 18:00 | Helsinki Wolverines II | 0 – 23 (0-0 0-7 0-7 0-9) referto | Pirkkala Spartans | Velodromo di Helsinki (150 spett.)\| Arbitro: \| Lehtinen \| |
| Arbitro:                           | Lehtinen               |                                  |                   |                                                              |

#### 4ª giornata
| Pirkkala 17 giugno 2023, ore 16:00 | Pirkkala Spartans | 25 – 20 (6-0 0-7 11-7 8-6) referto | Vantaan TAFT | Pirkkalan keskuskenttä (218 spett.)\| Arbitro: \| Ni. Olsson \| |
| Arbitro:                           | Ni. Olsson        |                                    |              |                                                                 |

| Tampere 17 giugno 2023, ore 18:00 | Tampere Saints | 49 – 0 (28-0 14-0 0-0 7-0) referto | Oulu Northern Lights | Pyynikin urheilukenttä (176 spett.)\| Arbitro: \| Nik. Olsson \| |
| Arbitro:                          | Nik. Olsson    |                                    |                      |                                                                  |

| Kotka 18 giugno 2023, ore 16:00 | Kotka Eagles | 81 – 6 (20-6 20-0 34-0 7-0) referto | Helsinki Wolverines II | Karhulan keskuskenttä (125 spett.)\| Arbitro: \| Janhuba \| |
| Arbitro:                        | Janhuba      |                                     |                        |                                                             |

#### 5ª giornata
| Kotka 30 giugno 2023, ore 18:30 | Kotka Eagles | 66 – 26 (6-6 40-7 6-6 14-7) referto | Vantaan TAFT | Karhulan keskuskenttä (150 spett.)\| Arbitro: \| N. Olsson \| |
| Arbitro:                        | N. Olsson    |                                     |              |                                                               |

| Pirkkala 1º luglio 2023, ore 16:00 | Pirkkala Spartans | 0 – 35 (0-6 0-7 0-8 0-14) referto | Tampere Saints | Pirkkalan keskuskenttä\| Arbitro: \| M. Makarainen \| |
| Arbitro:                           | M. Makarainen     |                                   |                |                                                       |

#### 6ª giornata
| Oulu 8 luglio 2023, ore 13:00 | Oulu Northern Lights | 6 – 35 (0-23 0-6 0-0 6-6) referto | Tampere Saints | Castrenin urheilukeskus (125 spett.)\| Arbitro: \| M. Immonen \| |
| Arbitro:                      | M. Immonen           |                                   |                |                                                                  |

| Helsinki 9 luglio 2023, ore 18:00 | Helsinki Wolverines II | 22 – 44 (0-28 0-8 14-8 8-0) referto | Kotka Eagles | Velodromo di Helsinki\| Arbitro: \| T. Lindroos \| |
| Arbitro:                          | T. Lindroos            |                                     |              |                                                    |

#### 7ª giornata
| Vantaa 14 luglio 2023, ore 18:00 | Vantaan TAFT | 31 – 18 (7-0 14-12 0-0 10-6) referto | Helsinki Wolverines II | Myyrmäen jalkapallostadion |

#### 8ª giornata
| Vantaa 21 luglio 2023, ore 18:00 | Vantaan TAFT | 6 – 31 (6-7 0-14 0-7 0-3) referto | Kotka Eagles | Myyrmäen jalkapallostadion |

| Oulu 22 luglio 2023, ore 13:00 | Oulu Northern Lights | - – - (annullata) referto | Helsinki Wolverines II | Castrenin urheilukeskus |

| Tampere 22 luglio 2023, ore 13:00 | Tampere Saints | 55 – 21 (14-0 14-7 13-7 14-7) referto | Pirkkala Spartans | Pyynikin urheilukenttä (450 spett.)\| Arbitro: \| M. Makarainen \| |
| Arbitro:                          | M. Makarainen  |                                       |                   |                                                                    |

#### 9ª giornata
| Kotka 29 luglio 2023, ore 14:00 | Kotka Eagles | 20 – 48 (0-14 7-13 7-21 6-0) referto | Tampere Saints | Arto Tolsa Areena (200 spett.)\| Arbitro: \| Lamminsalo \| |
| Arbitro:                        | Lamminsalo   |                                      |                |                                                            |

| Pirkkala 29 luglio 2023, ore 16:00 | Pirkkala Spartans | 19 – 12 (3-0 6-6 3-0 7-6) referto | Oulu Northern Lights | Pirkkalan keskuskenttä (120 spett.)\| Arbitro: \| T. Lindroos \| |
| Arbitro:                           | T. Lindroos       |                                   |                      |                                                                  |

| Helsinki 31 luglio 2023, ore 17:00 | Helsinki Wolverines II | - – - (annullata) referto | Vantaan TAFT | Velodromo di Helsinki |

### Classifica
La classifica della regular season è la seguente:
- PCT = percentuale di vittorie, G = partite giocate, V = partite vinte, P = partite perse, PF = punti fatti, PS = punti subiti

| Pos. | Squadra                | PCT   | G | V | N | P | PF  | PS  |
| ---- | ---------------------- | ----- | - | - | - | - | --- | --- |
| 1    | Tampere Saints         | 1.000 | 7 | 7 | 0 | 0 | 318 | 72  |
| 2    | Kotka Eagles           | .857  | 7 | 6 | 0 | 1 | 345 | 147 |
| 3    | Pirkkala Spartans      | .571  | 7 | 4 | 0 | 3 | 145 | 180 |
| 4    | Vantaan TAFT           | .333  | 6 | 2 | 0 | 4 | 135 | 198 |
| 5    | Oulu Northern Lights   | .000  | 6 | 0 | 0 | 6 | 66  | 225 |
| 6    | Helsinki Wolverines II | .000  | 5 | 0 | 0 | 5 | 46  | 233 |

## Playoff

### Tabellone
|  | Semifinali | Semifinali        | Semifinali |                   |   | XXXIX Spagettimalja | XXXIX Spagettimalja | XXXIX Spagettimalja |  |
|  |            |                   |            |                   |   |                     |                     |                     |  |
|  | 1          | Tampere Saints    | 54         |                   |   |                     |                     |                     |  |
|  | 1          | Tampere Saints    | 54         |                   |   |                     |                     |                     |  |
|  | 4          | Vantaan TAFT      | 0          |                   |   |                     |                     |                     |  |
|  | 4          | Vantaan TAFT      | 0          |                   | 1 | Tampere Saints      | 53                  |                     |  |
|  |            |                   |            |                   | 1 | Tampere Saints      | 53                  |                     |  |
|  |            |                   | 3          | Pirkkala Spartans | 7 |                     |                     |                     |  |
|  | 2          | Kotka Eagles      | 3          | Pirkkala Spartans | 7 | 21                  |                     |                     |  |
|  | 2          | Kotka Eagles      |            |                   |   |                     |                     |                     |  |
|  | 3          | Pirkkala Spartans | 23         |                   |   |                     |                     |                     |  |

### Semifinali
| Tampere 12 agosto 2023, ore 16:00 | Tampere Saints | 54 – 0 (7-0 20-0 14-0 13-0) referto | Vantaan TAFT | Pyynikin urheilukenttä (253 spett.)\| Arbitro: \| T. Lindroos \| |
| Arbitro:                          | T. Lindroos    |                                     |              |                                                                  |

| Kotka 12 agosto 2023, ore 18:00 | Kotka Eagles | 21 – 23 (7-10 14-6 0-7 0-0) referto | Pirkkala Spartans | Karhulan keskuskenttä (120 spett.)\| Arbitro: \| Olsson \| |
| Arbitro:                        | Olsson       |                                     |                   |                                                            |

### XXXIX Spagettimalja
| Arbitri: | Janhuba V. Anttila H. Hokman M. Mustamand M. Viitanen |

| |           |                                                           |
| K. Tuomi 6':57" Q1 (TD) 1yd pass from J. Robbins O. Laine Q1 (pat) D. Newell 4':25" Q1 (TD) 36yd run M. Airaksinen 8':50" Q2 (TD) 9yd run E. Hiltunen 6':22" Q2 (TD) 60yd pass from J. Robbins A. Kurenniemi 8':49" Q3 (TD) 80yd interception return O. Laine Q3 (pat) J. Robbins 2':41" Q3 (TD) 9yd run O. Laine Q3 (pat) K. Tuomi 0':24" Q3 (TD) 5yd pass from J. Robbins O. Laine Q3 (pat) J. Tuhkanen 10':42" Q4 (TD) 14yd pass from J. Robbins O. Laine Q4 (pat) | Marcatori | J. Riihela 8':06" Q4 (TD) 17yd run J. Savolainen Q4 (pat) |

## Verdetti
- Tampere Saints Vincitori dello Spagettimalja 2023

## Marcatori
| Giocatore    | Sq.                  | TD rush | TD recv | TD int | TD p.ret | TD k.ret | TD oth | Xp1  | Xp2 | FG  | Saf | Totale |
| ------------ | -------------------- | ------- | ------- | ------ | -------- | -------- | ------ | ---- | --- | --- | --- | ------ |
| M. Wilfong   | Kotka Eagles         | 1       | 16+1    | 0      | 1        | 0        | 0      | 0    | 1   | 0   | 0   | 116    |
| M. Raudver   | Kotka Eagles         | 6+1     | 4       | 0      | 0        | 0        | 0      | 0    | 1   | 0   | 0   | 68     |
| 2 giocatori  | 66                   |         |         |        |          |          |        |      |     |     |     |        |
| 2 giocatori  | 48                   |         |         |        |          |          |        |      |     |     |     |        |
| Laine        | Tampere Saints       | 0       | 0       | 0      | 0        | 0        | 0      | 36+9 | 0   | 0   | 0   | 45     |
| K. Tuomi     | Tampere Saints       | 0       | 5+2     | 0      | 0        | 0        | 0      | 0    | 0   | 0   | 0   | 42     |
| 2 giocatori  | 40                   |         |         |        |          |          |        |      |     |     |     |        |
| 2 giocatori  | 30                   |         |         |        |          |          |        |      |     |     |     |        |
| 3 giocatori  | 26                   |         |         |        |          |          |        |      |     |     |     |        |
| 6 giocatori  | 24                   |         |         |        |          |          |        |      |     |     |     |        |
| J. Riihela   | Pirkkala Spartans    | 1+1     | 1       | 0      | 0        | 0        | 0      | 1    | 0   | 1   | 0   | 22     |
| 2 giocatori  | 20                   |         |         |        |          |          |        |      |     |     |     |        |
| L. Minkkinen | Vantaan TAFT         | 0       | 0       | 0      | 0        | 0        | 0      | 13   | 0   | 2   | 0   | 19     |
| 3 giocatori  | 18                   |         |         |        |          |          |        |      |     |     |     |        |
| 4 giocatori  | 14                   |         |         |        |          |          |        |      |     |     |     |        |
| 4 giocatori  | 12                   |         |         |        |          |          |        |      |     |     |     |        |
| 2 giocatori  | 8                    |         |         |        |          |          |        |      |     |     |     |        |
| 13 giocatori | 6                    |         |         |        |          |          |        |      |     |     |     |        |
| J. Silmola   | Pirkkala Spartans    | 0       | 0       | 0      | 0        | 0        | 0      | 0+2  | 0   | 0+1 | 0   | 5      |
| T. Puranen   | Oulu Northern Lights | 0       | 0       | 0      | 0        | 0        | 0      | 0    | 2   | 0   | 0   | 4      |
| 4 giocatori  | 2                    |         |         |        |          |          |        |      |     |     |     |        |

- Miglior marcatore della stagione regolare: M. Wilfong ( Kotka Eagles), 110
- Miglior marcatore dei playoff: Newell ( Tampere Saints), 18
- Miglior marcatore della stagione: M. Wilfong ( Kotka Eagles), 116

## Passer rating
La classifica tiene in considerazione soltanto i quarterback con almeno 10 lanci effettuati.
| Giocatore     | Sq.                    | G   | Att    | Comp   | Int | Yds      | TD    | NFL    | NCAA   |
| ------------- | ---------------------- | --- | ------ | ------ | --- | -------- | ----- | ------ | ------ |
| Robbins       | Tampere Saints         | 7+2 | 150+51 | 88+29  | 0+0 | 1389+556 | 28+10 | 130,49 | 201,88 |
| Carpelan      | Kotka Eagles           | 7+1 | 170+20 | 113+12 | 4+0 | 1436+110 | 30+2  | 121,62 | 185,51 |
| A. Isotalo    | Vantaan TAFT           | 4+1 | 44+6   | 23+2   | 5+0 | 445+25   | 2+0   | 56,67  | 122,16 |
| Netter        | Helsinki Wolverines II | 2   | 61     | 33     | 1   | 400      | 3     | 84,05  | 122,13 |
| D. Tolonen    | Pirkkala Spartans      | 6+2 | 118+31 | 50+10  | 9+3 | 855+118  | 9+0   | 49,43  | 98,95  |
| J. Riihela    | Pirkkala Spartans      | 3+1 | 36+6   | 13+2   | 2+1 | 241+23   | 3+0   | 52,08  | 97,80  |
| T. Khodir     | Vantaan TAFT           | 6+1 | 96+14  | 40+2   | 5+2 | 514+25   | 9+0   | 55,08  | 93,61  |
| R. Laalo      | Helsinki Wolverines II | 2   | 38     | 17     | 2   | 151      | 1     | 42,76  | 76,27  |
| Salama        | Helsinki Wolverines II | 1   | 32     | 15     | 0   | 103      | 0     | 54,56  | 73,91  |
| V. Rautavirta | Helsinki Wolverines II | 1   | 41     | 14     | 0   | 129      | 0     | 43,65  | 60,58  |
| J. Kotajarvi  | Oulu Northern Lights   | 6   | 112    | 42     | 8   | 353      | 1     | 19,68  | 52,64  |

- Miglior QB della stagione regolare: Robbins ( Tampere Saints), 198,05
- Miglior QB dei playoff: Robbins ( Tampere Saints), 213,14
- Miglior QB della stagione: Robbins ( Tampere Saints), 201,88